# Thea Mørk
Thea Mørk (ur. 5 kwietnia 1991 w Lørenskog) – norweska piłkarka ręczna, reprezentantka kraju, grająca na pozycji lewoskrzydłowej.

## Życiorys
Obecnie występuje w norweskim Larvik HK, którego od sezonu 2017/2018 jest kapitanem.
W drużynie narodowej zadebiutowała 8 października 2016 roku w wygranym 28:23 towarzyskim meczu przeciwko reprezentacji Rosji.
Ma dwie siostry, które również są piłkarkami ręcznymi, starszą Kaję grającą w Nordstrand oraz bliźniaczkę Norę zawodniczkę Győri ETO KC.

## Osiągnięcia

### klubowe
- Mistrzostwa Norwegii:
  -  2011, 2012, 2013, 2014, 2015, 2016, 2017
- Puchar Norwegii:
  -  2011, 2012, 2013, 2014, 2015, 2016, 2017
- Liga Mistrzyń:
  -  2011
  -  2013, 2015